# Jan z Ford
Jan z Ford (ang. John Abbot of Ford) (ur. 1140/1150, zm. ok. 1214) – angielski cysters z klasztoru w Ford.
Jest autorem dzieła Super extremam partem Cantici Canticorum sermones CXX (120 kazań na temat ostatniej części Pieśni nad Pieśniami) napisanego najprawdopodobniej w latach 1204–1214.